# الجزائر في ألعاب البحر الأبيض المتوسط 2022
تنافس الجزائر في ألعاب البحر الأبيض المتوسط 2022 في وهران، الجزائر على مدى 10 أيام من 25 يونيو إلى 5 يوليو 2022 بوفد من 522 شخصًا (324 رياضيًا في 24 رياضة)، من بينهم 193 رجلاً و 136 سيدة. فازت الجزائر في اليوم الأول بخمس ميداليات منها أربع ذهبيات جميعها في الكاراتيه عن طريق سيليا ويكين ولويزة أبوريش وشيماء ميدي للسيدات وأسامة زيد للرجال. وفي الكاراتيه أضافت الجزائر ميدالية فضية عن طريق حسين الدايخي وهي السادسة من بينها أربع ذهبيات في نفس المجال. في الملاكمة، شاركت الجزائر بخمسة عشر ملاكمًا رجالًا وسيدات، حصل 13 منهم على ميداليات منها خمس ذهبيات عن طريق يوغرطة أيت بيكا ورميساء بوعلام وحجيلة خليف وإيمان خليف ويحيى العبدلي. الاختصاص الثالث من حيث الميداليات هو ألعاب القوى بمجموع 13 ميدالية منها خمس ذهبيات، حاز عليها كل من بلال تابتي في سباق 3000 م حواجز، ياسر تريكي في الوثب الثلاثي، بلال عفر [الفرنسية] في الوثب العالي، جمال سجاتي في 800 م وأخيراً 4 رجال. × فريق تتابع 400 م. وفي اليوم الثاني، فاز ثنائي كرة الريشة كسيلة معمري ويوسف صبري ميدل بميدالية ذهبية تاريخية بفوزه على الثنائي الإسباني لويس إنريكي بينالفير بيريرا ‏ وبابلو أبيان فيسين وهي خامس ذهبية للجزائر. في المبارزة، فازت الجزائر بأول ميدالية ذهبية في تاريخها حيث فازت سوسن دليندا بوضياف على الإيطالية ريبيكا غارغانو. في الجودو الذي كان متوقعا منه الكثير حيث اكتفت الجزائر بأربع ميداليات إحداها ذهبية لمسعود رضوان دريس بوزن 73 كغ بعدما هزم المغربي حسن الدكالي بإيبون.
في المصارعة والسباحة ورفع الأثقال، فازت الجزائر في المصارعة اليونانية الرومانية للرجال في ثلاث نهائيات، بميدالية ذهبية واحدة عن طريق بشير سيد أزارا، أما إسحق قايو وعبد الكريم واكلي [الإنجليزية] فحصلوا على الميدالية الفضية.

## ملخص الميداليات
| الميدالية | الاسم                                                           | الرياضة                                     | المنافسة                                       | التاريخ  |
| --------- | --------------------------------------------------------------- | ------------------------------------------- | ---------------------------------------------- | -------- |
| ذهبية     | سيليا ويكان                                                     | الكاراتيه                                   | Women's 50 kg [الإنجليزية]                     | 26 يونيو |
| ذهبية     | لويزة أبوريش                                                    | الكاراتيه                                   | Women's 55 kg [الإنجليزية]                     | 26 يونيو |
| ذهبية     | Oussama Zaid                                                    | الكاراتيه                                   | Men's 75 kg [الإنجليزية]                       | 26 يونيو |
| ذهبية     | شيماء ميدي                                                      | الكاراتيه                                   | Women's 61 kg [الإنجليزية]                     | 26 يونيو |
| ذهبية     | كسيلة معمري يوسف صبري ميدل                                      | الريشة الطائرة                              | Men's doubles                                  | 27 يونيو |
| ذهبية     | بشير سيدازارة                                                   | رفع الأثقال                                 | Men's Greco-Roman 87 kg [الإنجليزية]           | 27 يونيو |
| ذهبية     | مسعود رضوان إدريس                                               | الجودو                                      | Men's 73 kg [الإنجليزية]                       | 30 يونيو |
| ذهبية     | بلال تابتي                                                      | ألعاب القوى                                 | Men's 3000 m steeplechase ‏                     | 30 يونيو |
| ذهبية     | ياسر تريكي                                                      | ألعاب القوى                                 | Triple jump ‏                                   | 30 يونيو |
| ذهبية     | Jugurtha Ait Bekka                                              | الملاكمة                                    | Men's welterweight [الإنجليزية]                | 1 يوليو  |
| ذهبية     | رميسة بوعلام                                                    | الملاكمة                                    | Women's minimumweight ‏                         | 1 يوليو  |
| ذهبية     | حجيلة خليف [الفرنسية]                                           | الملاكمة                                    | Women's lightweight ‏                           | 1 يوليو  |
| ذهبية     | إيمان خليف                                                      | الملاكمة                                    | Women's light welterweight ‏                    | 1 يوليو  |
| ذهبية     | Yahia Abdelli                                                   | الملاكمة                                    | Men's light welterweight ‏                      | 1 يوليو  |
| ذهبية     | بلال عافر [الفرنسية]                                            | ألعاب القوى                                 | Men's high jump ‏                               | 1 يوليو  |
| ذهبية     | Saoussen Dlindah Boudiaf                                        | المبارزة في ألعاب البحر الأبيض المتوسط 2022 | Women's Sabre                                  | 3 يوليو  |
| ذهبية     | جمال سجاتي                                                      | ألعاب القوى                                 | Men's 800 m ‏                                   | 3 يوليو  |
| ذهبية     | جواد سعيود                                                      | السباحة                                     | Men's 200 m individual medley ‏                 | 3 يوليو  |
| ذهبية     | Abdennour Bendjemaa محمد علي قواند عبد المالك لحولو سليمان مولا | ألعاب القوى                                 | Men's 4×400 m relay ‏                           | 3 يوليو  |
| ذهبية     | وليد بداني                                                      | رفع الأثقال                                 | رفع الأثقال في ألعاب البحر الأبيض المتوسط 2022 | 4 يوليو  |
| فضية      | Ala Salmi                                                       | الكاراتيه                                   | Men's 60 kg [الإنجليزية]                       | 26 يونيو |
| فضية      | Hocine Daikhi                                                   | الكاراتيه                                   | Men's +84 kg [الإنجليزية]                      | 27 يونيو |
| فضية      | Ishak Ghaiou                                                    | رفع الأثقال                                 | Men's Greco-Roman 67 kg ‏                       | 27 يونيو |
| فضية      | عبد الكريم واكلي [الإنجليزية]                                   | رفع الأثقال                                 | Men's Greco-Roman 77 kg ‏                       | 27 يونيو |
| فضية      | Lamia Aissioui                                                  | لعبة البولينغ                               | Women's raffa singles                          | 29 يونيو |
| فضية      | Mustapha Yasser Bouamar                                         | الجودو                                      | Men's 100 kg [الإنجليزية]                      | 1 يوليو  |
| فضية      | محمد سفيان بلرقاع                                               | الجودو                                      | Men's +100 kg [الإنجليزية]                     | 1 يوليو  |
| فضية      | إشراق شايب                                                      | الملاكمة                                    | Women's welterweight ‏                          | 1 يوليو  |
| فضية      | Oussama Mordjane                                                | الملاكمة                                    | Men's featherweight ‏                           | 1 يوليو  |
| فضية      | يونس نموشي                                                      | الملاكمة                                    | Men's middleweight ‏                            | 1 يوليو  |
| فضية      | محمد حومري                                                      | الملاكمة                                    | Men's light heavyweight ‏                       | 1 يوليو  |
| فضية      | Moh Said Hamani                                                 | الملاكمة                                    | Men's heavyweight ‏                             | 1 يوليو  |
| فضية      | مغنية حمادي                                                     | رفع الأثقال                                 | رفع الأثقال في ألعاب البحر الأبيض المتوسط 2022 | 3 يوليو  |
| فضية      | ياسين حتحات                                                     | ألعاب القوى                                 | Men's 800 m ‏                                   | 3 يوليو  |
| فضية      | أمين بوعناني                                                    | ألعاب القوى                                 | Men's 110 m hurdles ‏                           | 3 يوليو  |
| فضية      | وليد بداني                                                      | رفع الأثقال                                 | رفع الأثقال في ألعاب البحر الأبيض المتوسط 2022 | 4 يوليو  |
| برونزية   | Mohamed Faycal Ouaghlissi                                       | لعبة البولينغ                               | Men's pétanque singles                         | 28 يونيو |
| برونزية   | Lamia Aissioui Chahrezad Chibani                                | لعبة البولينغ                               | Women's raffa doubles                          | 28 يونيو |
| برونزية   | شعيب بولودينات                                                  | الملاكمة                                    | Super heavyweight ‏                             | 29 يونيو |
| برونزية   | Fatma Zohra Hadjala                                             | الملاكمة                                    | Bantamweight                                   | 30 يونيو |
| برونزية   | أمينة بلقاضي                                                    | الجودو                                      | Women's 63 kg [الإنجليزية]                     | 30 يونيو |
| برونزية   | هشام بوشيشة                                                     | ألعاب القوى                                 | Men's 3000 m steeplechase ‏                     | 30 يونيو |
| برونزية   | زوينة بوزبرة                                                    | ألعاب القوى                                 | Women's Hammer throw ‏                          | 30 يونيو |
| برونزية   | Abdelnacer Benlaribi                                            | الملاكمة                                    | Lightweight                                    | 30 يونيو |
| برونزية   | Hichem Bouhanoune                                               | ألعاب القوى                                 | Men's Long jump ‏                               | 1 يوليو  |
| برونزية   | عبد المالك لحولو                                                | ألعاب القوى                                 | Men's 400 m hurdles ‏                           | 1 يوليو  |
| برونزية   | Abdennour Bendjemaa                                             | ألعاب القوى                                 | Men's 400 m ‏                                   | 2 يوليو  |
| برونزية   | مغنية حمادي                                                     | رفع الأثقال                                 | رفع الأثقال في ألعاب البحر الأبيض المتوسط 2022 | 3 يوليو  |
| برونزية   | Faris Touairi                                                   | رفع الأثقال                                 | رفع الأثقال في ألعاب البحر الأبيض المتوسط 2022 | 3 يوليو  |
| برونزية   | ياسر تريكي                                                      | ألعاب القوى                                 | Men's Long jump ‏                               | 3 يوليو  |
| برونزية   | أسامة سحنون                                                     | السباحة                                     | Men's 50 m freestyle ‏                          | 4 يوليو  |
| برونزية   | جواد سعيود                                                      | السباحة                                     | Men's 200 m butterfly ‏                         | 4 يوليو  |

| الميداليات حسب الرياضة | الميداليات حسب الرياضة | الميداليات حسب الرياضة | الميداليات حسب الرياضة | الميداليات حسب الرياضة |
| ---------------------- | ---------------------- | ---------------------- | ---------------------- | ---------------------- |
| الرياضة                | الأول                  | الثاني                 | الثالث                 | المجموع                |
| ألعاب القوى            | 5                      | 2                      | 6                      | 13                     |
| الريشة الطائرة         | 1                      | 0                      | 0                      | 1                      |
| الملاكمة               | 5                      | 5                      | 3                      | 13                     |
| البولينغ               | 0                      | 1                      | 2                      | 3                      |
| الجودو                 | 1                      | 2                      | 1                      | 4                      |
| المبارزة               | 1                      | 0                      | 0                      | 1                      |
| الكاراتيه              | 4                      | 2                      | 0                      | 6                      |
| السباحة                | 1                      | 0                      | 2                      | 3                      |
| رفع الأثقال            | 1                      | 2                      | 2                      | 5                      |
| المصارعة               | 1                      | 2                      | 0                      | 3                      |
| المجموع                | 20                     | 16                     | 16                     | 52                     |

| الميداليات حسب التاريخ | الميداليات حسب التاريخ | الميداليات حسب التاريخ | الميداليات حسب التاريخ | الميداليات حسب التاريخ | الميداليات حسب التاريخ |
| ---------------------- | ---------------------- | ---------------------- | ---------------------- | ---------------------- | ---------------------- |
| اليوم                  | التاريخ                | الأول                  | الثاني                 | الثالث                 | المجموع                |
| 1                      | 26 يونيو               | 4                      | 1                      | 0                      | 5                      |
| 2                      | 27 يونيو               | 2                      | 3                      | 0                      | 5                      |
| 3                      | 28 يونيو               | 0                      | 0                      | 2                      | 2                      |
| 4                      | 29 يونيو               | 0                      | 1                      | 1                      | 2                      |
| 5                      | 30 يونيو               | 3                      | 0                      | 5                      | 8                      |
| 6                      | 1 يوليو                | 6                      | 7                      | 2                      | 15                     |
| 7                      | 2 يوليو                | 0                      | 0                      | 1                      | 1                      |
| 8                      | 3 يوليو                | 4                      | 3                      | 3                      | 10                     |
| 9                      | 4 يوليو                | 1                      | 1                      | 2                      | 4                      |
| 10                     | 5 يوليو                | 0                      | 0                      | 0                      | 0                      |
| المجموع                | المجموع                | 20                     | 16                     | 16                     | 52                     |

| الميداليات حسب الجندر | الميداليات حسب الجندر | الميداليات حسب الجندر | الميداليات حسب الجندر | الميداليات حسب الجندر |
| --------------------- | --------------------- | --------------------- | --------------------- | --------------------- |
| الجندر                | الأول                 | الثاني                | الثالث                | المجموع               |
| رجال                  | 13                    | 13                    | 11                    | 37                    |
| سيدات                 | 7                     | 3                     | 5                     | 15                    |
| المجموع               | 20                    | 16                    | 16                    | 52                    |

| Multiple medalists  | Multiple medalists | Multiple medalists | Multiple medalists | Multiple medalists | Multiple medalists |
| ------------------- | ------------------ | ------------------ | ------------------ | ------------------ | ------------------ |
| الاسم               | الرياضة            | الأول              | الثاني             | الثالث             | المجموع            |
| وليد بداني          | رفع الأثقال        | 1                  | 1                  | 0                  | 2                  |
| عبد المالك لحولو    | ألعاب القوى        | 1                  | 0                  | 1                  | 2                  |
| Abdennour Bendjemaa | ألعاب القوى        | 1                  | 0                  | 1                  | 2                  |
| ياسر تريكي          | ألعاب القوى        | 1                  | 0                  | 1                  | 2                  |
| جواد سعيود          | السباحة            | 1                  | 0                  | 1                  | 2                  |
| مغنية حمادي         | رفع الأثقال        | 0                  | 1                  | 1                  | 2                  |
| Lamia Aissioui      | لعبة البولينغ      | 0                  | 1                  | 1                  | 2                  |

## النبالة
رجال
| الرياضي                                           | المنافسة | جولة الترتيب | جولة الترتيب | دور الـ64                | دور الـ32                    | دور الـ16                   | الربع النهائي | النصف النهائي | النهائي / BM  | النهائي / BM |
| الرياضي                                           | المنافسة | النتيجة      | Seed         | الخصم النتيجة            | الخصم النتيجة                | الخصم النتيجة               | الخصم النتيجة | الخصم النتيجة | الخصم النتيجة | الترتيب      |
| ------------------------------------------------- | -------- | ------------ | ------------ | ------------------------ | ---------------------------- | --------------------------- | ------------- | ------------- | ------------- | ------------ |
| عبد المجيد حسين                                   | فردي     | 598          | 14           | Bye                      | Alvariño (إسبانيا) · خ 0-6   | لم يتأهل                    | لم يتأهل      | لم يتأهل      | لم يتأهل      | لم يتأهل     |
| Imadeddine Bakri                                  | فردي     | 596          | 9            | Aborgiba (ليبيا) · ف 6-0 | Malavašič (سلوفينيا) · ف w/o | Carneiro (البرتغال) · خ 4-6 | لم يتأهل      | لم يتأهل      | لم يتأهل      | لم يتأهل     |
| أيوب رحلاوي                                       | فردي     | 580          | 7            | Bye                      | Nespoli (إيطاليا) · خ 0-6    | لم يتأهل                    | لم يتأهل      | لم يتأهل      | لم يتأهل      | لم يتأهل     |
| Abdelmajid Hocine Imadeddine Bakri Ayoub Rahlaoui | فريق     | 1774         | 30           | —                        | —                            | تركيا · خ 0-6               | لم يتأهل      | لم يتأهل      | لم يتأهل      | لم يتأهل     |

سيدات
| الرياضي        | المنافسة | جولة الترتيب | جولة الترتيب | دور الـ64     | دور الـ32                    | دور الـ16     | الربع النهائي | النصف النهائي | النهائي / BM  | النهائي / BM |
| الرياضي        | المنافسة | النتيجة      | Seed         | الخصم النتيجة | الخصم النتيجة                | الخصم النتيجة | الخصم النتيجة | الخصم النتيجة | الخصم النتيجة | الترتيب      |
| -------------- | -------- | ------------ | ------------ | ------------- | ---------------------------- | ------------- | ------------- | ------------- | ------------- | ------------ |
| Yasmine Bellal | فردي     | 583          | 11           | —             | Rebagliati (إيطاليا) · خ 0-6 | لم يتأهل      | لم يتأهل      | لم يتأهل      | لم يتأهل      | لم يتأهل     |

## ألعاب القوى
- ملاحظة- الرتب الممنوحة لمنافسات  المضمار تكون في سرعة اللاعب فقط
- Q = مؤهل للجولة القادمة
- q = مؤهل للجولة التالية كأسرع خاسر  أو  ، في الأحداث الميدانية ، حسب المركز دون تحقيق الهدف المؤهل
- NR = رقم قياسي وطني
- غ/م = الجولة لا تنطبق على المنافسة
- Bye = لا يُشترط على اللاعب المشاركة في الجولة

منافسات المضمار والطريق
رجال
| الرياضي                                                         | المنافسة      | النصف النهائي | النصف النهائي | النهائي  | النهائي  |
| الرياضي                                                         | المنافسة      | النتيجة       | الترتيب       | النتيجة  | الترتيب  |
| --------------------------------------------------------------- | ------------- | ------------- | ------------- | -------- | -------- |
| Youcef Sahel                                                    | 100 م         | 10.42 PB      | 3 Q           | 10.43    | 7        |
| اسكندر جميل عثماني                                              | 100 م         | 10.56         | 6             | لم يتأهل | لم يتأهل |
| Anas Es Saddik Hammouni                                         | 400 م         | 46.65         | 2 Q           | 46.77    | 6        |
| Abdennour Bendjemaa                                             | 400 م         | 46.65         | 3 q           | 46.06 PB | الثالث   |
| جمال سجاتي                                                      | 800 م         | 1:46.39       | 1 Q           | 1:44.52  | الأول    |
| ياسين حتحات                                                     | 800 م         | 1:49.05       | 1 Q           | 1:44.79  | الثاني   |
| سليم قدار                                                       | 1500 م        | —             | —             | 3:44.18  | 7        |
| Mohamed-amine Drabli                                            | 1500 م        | —             | —             | 3:45.14  | 8        |
| Mohammed Merbouhi                                               | 5000 م        | —             | —             | 13:49.54 | 6        |
| Ali Grine                                                       | 5000 م        | —             | —             | 13:54.35 | 7        |
| أمين بوعناني                                                    | 110 م موانع   | 13.44 NR      | 1 Q           | 13.38 NR | الثاني   |
| Saber Boukmouche                                                | 400 م موانع   | 50.38         | 3 Q           | 50.01    | 6        |
| عبد المالك لحولو                                                | 400 م موانع   | 49.30         | 3 Q           | 48.87 SB | الثالث   |
| بلال تابتي                                                      | 3000 م حواجز  | —             | —             | 8:22.79  | الأول    |
| هشام بوشيشة                                                     | 3000 م حواجز  | —             | —             | 8:23.95  | الثالث   |
| Abdennour Bendjemaa محمد علي قواند عبد المالك لحولو سليمان مولا | 4×400 م تتابع | —             | —             | 3:03.41  | الأول    |
| Nabil El Hannachi                                               | نصف الماراثون | —             | —             | 1:07:06  | 6        |
| El Hadi Laameuch                                                | نصف الماراثون | —             | —             | 1:07:24  | 7        |
| رباح عبود                                                       | نصف الماراثون | —             | —             | DNF      | DNF      |

سيدات
| الرياضي                                               | المنافسة            | النصف النهائي | النصف النهائي | النهائي    | النهائي  |
| الرياضي                                               | المنافسة            | النتيجة       | الترتيب       | النتيجة    | الترتيب  |
| ----------------------------------------------------- | ------------------- | ------------- | ------------- | ---------- | -------- |
| Amina Touati                                          | 100 م               | 12.35         | 6             | لم يتأهل   | لم يتأهل |
| Meriem Boulehsa                                       | 400 م               | —             | —             | 55.87 SB   | 7        |
| Ghania Rezzik                                         | 800 م               | 2:09.90       | 6             | لم يتأهل   | لم يتأهل |
| Roukia Mouici                                         | 800 م               | DNS           | DNS           | لم يتأهل   | لم يتأهل |
| أمينة بطيش                                            | 1500 م              | —             | —             | 4:18.55 SB | 9        |
| Abir Reffas                                           | 1500 م              | —             | —             | 4:28.97 SB | 11       |
| Nawal Yahi                                            | 5000 م              | —             | —             | 16:08.52   | 6        |
| سعاد آيت سالم                                         | 5000 م              | —             | —             | 16:21.60   | 9        |
| Rahil Hamel                                           | 110 m hurdles       | 14.02         | 7             | لم يتأهل   | لم يتأهل |
| لبنى بن حجة                                           | 400 m hurdles       | 1:00.30       | 5             | لم يتأهل   | لم يتأهل |
| أمينة بطيش                                            | 3000 m steeplechase | —             | —             | 9:37.18 SB | 4        |
| لبنى بن حجة Douaa Ferdi Chaima Ouanis Meriem Boulehsa | 4×400 m relay       | —             | —             | 3:45.18    | 4        |
| Malika Benderbal                                      | Half marathon       | —             | —             | 1:17:38    | 9        |
| سعاد آيت سالم                                         | Half marathon       | —             | —             | 1:18:24    | 10       |
| Nawal Yahi                                            | Half marathon       | —             | —             | DNF        | DNF      |

منافسات الميدان
رجال
| الرياضي                | المنافسة      | التصفيات | التصفيات | النهائي    | النهائي |
| الرياضي                | المنافسة      | المسافة  | المركز   | المسافة    | المركز  |
| ---------------------- | ------------- | -------- | -------- | ---------- | ------- |
| ياسر تريكي             | القفز الطويل  | —        | —        | 7.80 m SB  | الثالث  |
| Tarek Hocine           | القفز الطويل  | —        | —        | 7.02 m     | 10      |
| ياسر تريكي             | القفز الثلاثي | —        | —        | 17.07 m    | الأول   |
| Rida Abina             | القفز الثلاثي | —        | —        | 15.44 m    | 8       |
| بلال عافر [الفرنسية]   | القفز العالي  | —        | —        | 2.24 m PB  | الأول   |
| Hichem Bouhanoune      | القفز العالي  | —        | —        | 2.22 m PB  | الثالث  |
| هشام خليل شرابي        | قفز بالزانة   | —        | —        | 5.30 m     | 7       |
| Mohamed Raid Redjechta | رمي الجلة     | —        | —        | 15.91 m    | 12      |
| Mohamed Reda Bouziane  | رمي الجلة     | —        | —        | 15.46 m    | 13      |
| KHENNOUSSI Oussama     | رمي القرص     | —        | —        | 58.93 m PB | 7       |
| BOURAKBA Abdelmoumene  | رمي القرص     | —        | —        | 55.93 m    | 11      |

سيدات
| الرياضي                  | المنافسة      | التصفيات | التصفيات | النهائي  | النهائي |
| الرياضي                  | المنافسة      | المسافة  | المركز   | المسافة  | المركز  |
| ------------------------ | ------------- | -------- | -------- | -------- | ------- |
| Tahani Romaissa Belabiod | القفز الطويل  | —        | —        | 6.06 m   | 10      |
| Kaoutar Selmi            | القفز الطويل  | —        | —        | 5.86 m   | 13      |
| Kaoutar Selmi            | القفز الثلاثي | —        | —        | 13.28 PB | 7       |
| Wissal Harkas            | القفز الثلاثي | —        | —        | 13.02 PB | 8       |
| Darina Hadil Rezik       | القفز العالي  | —        | —        | 1.72 m   | 12      |
| Afaf Ben Hadja           | القفز العالي  | —        | —        | 1.67 m   | 13      |
| Nabila Bounab            | رمي القرص     | —        | —        | 42.19 m  | 7       |
| زهرة تتار                | رمي المطرقة   | —        | —        | 61.93 m  | 9       |
| زوينة بوزبرة             | رمي المطرقة   | —        | —        | 65.45 m  | الثالث  |

## الملاكمة
تنافست الجزائر في الملاكمة.
رجال
| الرياضي              | المنافسة               | الدور 16                     | الربع النهائي                          | نصف النهائي                     | النهائي                          | النهائي  |
| الرياضي              | المنافسة               | الخصم النتيجة                | الخصم النتيجة                          | الخصم النتيجة                   | الخصم النتيجة                    | الترتيب  |
| -------------------- | ---------------------- | ---------------------------- | -------------------------------------- | ------------------------------- | -------------------------------- | -------- |
| Yassine Touareg      | وزن الذبابة            | Ametović (صربيا) · خسارة 1–2 | لم يتأهل                               | لم يتأهل                        | لم يتأهل                         | لم يتأهل |
| Oussama Mordjane     | وزن الريشة ‏            | Iozia (إيطاليا) · فوز 3–0    | Rahimic (البوسنة والهرسك) · فوز 3–0    | بلال محمدي (تونس) · فوز 2–0     | Cifici (تركيا) · خسارة 0–3       | الثاني   |
| Abdelnacer Benlaribi | الوزن الخفيف           | Dogan (تركيا) · فوز 2–1      | Quiles Brotons (إسبانيا) · فوز 3–0     | Grau (فرنسا) · خسارة 1–2        | لم يتأهل                         | الثالث   |
| Yahia Abdelli        | وزن الديك الخفيف ‏      | —                            | Ozmen (تركيا) · فوز 2–1                | Bajoku (كوسوفو) · فوز 2–1       | Malanga (إيطاليا) · فوز 3–0      | الأول    |
| Jugurtha Ait Bekka   | وزن الديك [الإنجليزية] | Jezek (كرواتيا) · فوز 3–0    | Beqiri (ألبانيا) · فوز RSC             | El Barbari (المغرب) · فوز 2–1   | Savkovic (الجبل الأسود) · فوز WO | الأول    |
| يونس نموشي           | الوزن المتوسط          | Cuadrado (إسبانيا) · فوز 3–0 | Cvitanovic (البوسنة والهرسك) · فوز 3–0 | Cavallaro (إيطاليا) · فوز 2–1   | Ghousoon (سوريا) · خسارة 1–2     | الثاني   |
| محمد حومري           | الوزن الثقيل الخفيف ‏   | —                            | Assaghir (المغرب) · فوز 3–0            | Marcic (الجبل الأسود) · فوز 3–0 | Mironchikov (صربيا) · خسارة 1–2  | الثاني   |
| Moh Said Hamani      | الوزن الثقيل           | —                            | Ghousoon (سوريا) · فوز 2–1             | Bouafia (فرنسا) · فوز 3–0       | Mouhidine (إيطاليا) · خسارة 0–3  | الثاني   |
| شعيب بولودينات       | الوزن الثقيل الفائق ‏   | Bye                          | Aydemir (تركيا) · فوز 3–0              | يسري حافظ (مصر) · خسارة 0–3     | لم يتأهل                         | الثالث   |

سيدات
دخلت الجزائر ستة ملاكمات للمنافسة بدلا من سبع بعد إلغاء وزن 75 كلغ إثر غياب عدة ملاكمين.
| الرياضية              | المنافسة            | الدور 16      | الربع النهائي                           | نصف النهائي                         | النهائي                               | النهائي  |
| الرياضية              | المنافسة            | الخصم النتيجة | الخصم النتيجة                           | الخصم النتيجة                       | الخصم النتيجة                         | الترتيب  |
| --------------------- | ------------------- | ------------- | --------------------------------------- | ----------------------------------- | ------------------------------------- | -------- |
| رميسة بوعلام          | Minimumweight       | —             | Youssef (مصر) · فوز RSC                 | López (إسبانيا) · فوز 3–0           | Çağırır (تركيا) · فوز 2–0             | الأول    |
| فتيحة منصوري          | Light flyweight ‏    | —             | بوسة ناز جاكر أوغلو (تركيا) · خسارة 1–2 | لم تتأهل                            | لم تتأهل                              | لم تتأهل |
| Fatma Zohra Hadjala   | Bantamweight        | —             | Bertal (المغرب) · فوز 3–0               | Gojković (الجبل الأسود) · خسارة 0–3 | لم يتأهل                              | الثالث   |
| حجيلة خليف [الفرنسية] | الوزن الخفيف ‏       | —             | Bye                                     | Zidani (فرنسا) · فوز 3–0            | Rhaddi (المغرب) · فوز 2–0             | الأول    |
| إيمان خليف            | Light welterweight ‏ | —             | Mohamed (مصر) · فوز RSC                 | Özer (تركيا) · فوز 3–0              | Canfora (إيطاليا) · فوز 3–0           | الأول    |
| إشراق شايب            | Welterweight        | —             | Bye                                     | أميمة بلحبيب (المغرب) · فوز WO      | بوسة ناز سورمنيلي (تركيا) · خسارة 0–3 | الثاني   |

## سباق الدرجات
| الرياضي              | المنافسة                | التوقيت  | المرتبة |
| -------------------- | ----------------------- | -------- | ------- |
| Mohamed Amine N'Hari | Men's فردي Time Trial   | 34:55.44 | 12      |
| حمزة منصوري          | Men's فردي Time Trial   | 34:13.90 | 9       |
| نسرين حويلي          | Women's فردي Time Trial | 28:22.85 | 12      |
| عز الدين اجاب        | Men's road race         | 3:15:35  | 35      |
| يوسف رقيقي           | Men's road race         | 3:13:45  | 10      |
| ياسين حمزة           | Men's road race         | 3:15:34  | 26      |
| نسيم سعيدي           | Men's road race         | 3:15:34  | 23      |
| إسلام منصوري         | Men's road race         | 3:15:35  | 34      |
| حمزة منصوري          | Men's road race         | لم يُكمل  | لم يُكمل |
| Mohamed Amine N'Hari | Men's road race         | لم يُكمل  | لم يُكمل |
| حمزة عماري ‏          | Men's road race         | 3:15:34  | 20      |
| نسرين حويلي          | Women's road race       |          |         |

## الريشة الطائرة
رجال
| الرياضي                     | المنافسة | دور الـ32                        | دور الـ16                     | الربع النهائي                              | النصف النهائي                                    | النهائي                                                          | الترتيب  |
| الرياضي                     | المنافسة | الخصم النتيجة                    | الخصم النتيجة                 | الخصم النتيجة                              | الخصم النتيجة                                    | الخصم النتيجة                                                    | الترتيب  |
| --------------------------- | -------- | -------------------------------- | ----------------------------- | ------------------------------------------ | ------------------------------------------------ | ---------------------------------------------------------------- | -------- |
| Adel Hamek                  | فردي     | Hailis (قبرص) · ف 21-13، 21-10   | Lale (تركيا) · خ 14-21، 13-21 | لم يتأهل                                   | لم يتأهل                                         | لم يتأهل                                                         | لم يتأهل |
| Mohamed Abderrahime Belarbi | فردي     | Gllareva (كوسوفو) · ف 21-2، 21-1 | Ban (كرواتيا) · خ -21، -21    | لم يتأهل                                   | لم يتأهل                                         | لم يتأهل                                                         | لم يتأهل |
| كسيلة معمري يوسف صبري ميدل  | Doubles  | —                                | Bye                           | Krapez، Ivanic (سلوفينيا) · ف 21-18، 21-18 | Ban، Spoljarec (كرواتيا) · ف 18-21، 21-15، 21-14 | Penalver Pereira ‏، Abian Vicen (إسبانيا) · ف 14-21، 21-19، 21-16 | الأول    |

سيدات
| الرياضي                  | المنافسة | دور الـ32                             | دور الـ16     | الربع النهائي                                         | النصف النهائي | Final         | الترتيب  |
| الرياضي                  | المنافسة | الخصم النتيجة                         | الخصم النتيجة | الخصم النتيجة                                         | الخصم النتيجة | الخصم النتيجة | الترتيب  |
| ------------------------ | -------- | ------------------------------------- | ------------- | ----------------------------------------------------- | ------------- | ------------- | -------- |
| Yassmina Chibah          | فردي     | Chrisiodoulou (قبرص) · خ 15-21، 14-21 | لم يتأهل      | لم يتأهل                                              | لم يتأهل      | لم يتأهل      | لم يتأهل |
| هالة بوكساني             | فردي     | Hamza (إيطاليا) · خ 11-21، 15-21      | لم يتأهل      | لم يتأهل                                              | لم يتأهل      | لم يتأهل      | لم يتأهل |
| تانينا معمري ليندا مازري | Doubles  | —                                     | Bye           | Katirizi Ranjbar، Christodoulou (قبرص) · خ 9-21، 9-21 | لم يتأهل      | لم يتأهل      | لم يتأهل |

## البولينغ
ليونيز
بيتانيك
| الرياضي                                            | المنافسة        | دور المجموعات                               | دور المجموعات                      | دور المجموعات | الربع النهائي                           | النصف النهائي                               | النهائي/ BM                    | النهائي/ BM |
| الرياضي                                            | المنافسة        | الخصم النتيجة                               | الخصم النتيجة                      | الترتيب       | الخصم النتيجة                           | الخصم النتيجة                               | الخصم النتيجة                  | الترتيب     |
| -------------------------------------------------- | --------------- | ------------------------------------------- | ---------------------------------- | ------------- | --------------------------------------- | ------------------------------------------- | ------------------------------ | ----------- |
| Abdeldjalil Boukhefardji Mohamed Fayçal Ouaghlissi | Men's doubles   | Peres · Viegas Das Dores (البرتغال) · ف 9-4 | Akbas · Bajjioui (المغرب) · ف 12-5 | 1             | Amormino · Chiaprllo (إيطاليا) · خ 5-13 | لم يتأهل                                    | لم يتأهل                       | لم يتأهل    |
| Ibtissam Baba Arbi Nour El Houda Bouguerra         | Women's doubles | Campillo · Crovetto (موناكو) · ف 12-0       | Ghariz · Gourar (المغرب) · ف 11-5  | 1             | —                                       | Diaz Reyes · Homar Mayol (إسبانيا) · ف 3-11 | Esen · Tatarli (تركيا) · ف 2-1 | الثالث      |

رافا
| الرياضي                | المنافسة        | دور المجموعات                   | دور المجموعات             | دور المجموعات                             | دور المجموعات | الربع النهائي | النصف النهائي | النهائي/ BM         | النهائي/ BM |
| الرياضي                | المنافسة        | الخصم النتيجة                   | الخصم النتيجة             | الخصم النتيجة                             | الترتيب       | الخصم النتيجة | الخصم النتيجة | الخصم النتيجة       | الترتيب     |
| ---------------------- | --------------- | ------------------------------- | ------------------------- | ----------------------------------------- | ------------- | ------------- | ------------- | ------------------- | ----------- |
| Hakim Ali              | Men's singles   | Rouault (فرنسا) · خ 9-12        | Alswesi (ليبيا) ·         | Rouault (فرنسا) ·                         |               |               |               |                     |             |
| Lamia Aissioui         | Women's singles | Paoletti (سان مارينو) · خ 8-12  | Tahraoui (فرنسا) · ف 12-4 | Morelli (إيطاليا) · ف 11-10               | 1             | لم يتأهل      | لم يتأهل      | Cil (تركيا) · خ 7-9 | الثاني      |
| Hakim Ali Tarek Zekiri | Men's doubles   | Alswesi · Issa (ليبيا) · خ 8-12 | ? · ? (مصر) · ف 12-0      | Dall'Olmo · Frisoni (سان مارينو) · ف 12-6 |               |               |               |                     |             |

## الكاراتيه
رجال
| الرياضي        | المنافسة           | دور الـ16                  | الربع النهائي                     | النصف النهائي               | Repechage                | النهائي / BM                      | النهائي / BM |
| الرياضي        | المنافسة           | الخصم النتيجة              | الخصم النتيجة                     | الخصم النتيجة               | الخصم النتيجة            | الخصم النتيجة                     | الترتيب      |
| -------------- | ------------------ | -------------------------- | --------------------------------- | --------------------------- | ------------------------ | --------------------------------- | ------------ |
| Ala Salmi      | −60كغ [الإنجليزية] | Marinić (سلوفينيا) · ف 8–0 | Meziane (فرنسا) · ف 2–1           | Crescenzo (إيطاليا) · ف 2–1 | Bye                      | Şamdan (تركيا) · خ 0–5            | الثاني       |
| Fouad Benbara  | −67كغ [الإنجليزية] | Joksić (صربيا) · خ 2–3     | لم يتأهل                          | لم يتأهل                    | لم يتأهل                 | لم يتأهل                          | لم يتأهل     |
| Oussama Zaid   | −75كغ [الإنجليزية] | Loizides (قبرص) · ف 5–0    | Turulja (البوسنة والهرسك) · ف 3–0 | Eltemur (تركيا) · ف 0–0     | Bye                      | عبد الله عبد العزيز (مصر) · ف 5–4 | الأول        |
| Falleh Midoune | −84كغ [الإنجليزية] | Brežančić (صربيا) · خ 2–10 | —                                 | —                           | Makamata (فرنسا) · ف 8–0 | Kvesić (كرواتيا) · خ 2–8          | 5            |
| Hocine Daikhi  | +84كغ [الإنجليزية] | Tešanović (صربيا) · ف 7–2  | Valente (البرتغال) · ف 4–1        | Sriti (المغرب) · ف 7–1      | Bye                      | Kvesić (كرواتيا) · خ 1–2          | الثاني       |

سيدات
| الرياضي         | المنافسة           | دور الـ16                 | الربع النهائي             | النصف النهائي                 | Repechage     | النهائي / BM           | النهائي / BM |
| الرياضي         | المنافسة           | الخصم النتيجة             | الخصم النتيجة             | الخصم النتيجة                 | الخصم النتيجة | الخصم النتيجة          | الترتيب      |
| --------------- | ------------------ | ------------------------- | ------------------------- | ----------------------------- | ------------- | ---------------------- | ------------ |
| سيليا ويكان     | −50كغ [الإنجليزية] | Pinilla (إسبانيا) · ف 0–0 | Leal (البرتغال) · ف 2–0   | Haberl (سلوفينيا) · ف 1–0     | Bye           | Salama (مصر) · ف 5–0   | الأول        |
| لويزة أبوريش    | −55كغ [الإنجليزية] | Hasani (كرواتيا) · ف 4–2  | Brunori (إيطاليا) · ف 9–2 | Gërvalla (كوسوفو) · ف 7–0     | Bye           | Youssef (مصر) · ف 4–1  | الأول        |
| شيماء ميدي      | −61كغ [الإنجليزية] | Herver (أندورا) · ف 1–0   | Stylianou (قبرص) · ف 3–0  | Mangiacapra (إيطاليا) · ف 2–0 | Bye           | Mahjoub (تونس) · ف 3–2 | الأول        |
| Karima Mekkaoui | −68كغ [الإنجليزية] | Flamand (فرنسا) · خ 1–4   | لم يتأهل                  | لم يتأهل                      | لم يتأهل      | لم يتأهل               | لم يتأهل     |
| Loubna Mekdas   | +68كغ [الإنجليزية] | Bye                       | Jemi (تونس) · خ 0–2       | لم يتأهل                      | لم يتأهل      | لم يتأهل               | لم يتأهل     |

## الجمباز

### الفني
رجال

فرق
| الرياضي                 | المنافسة | النهائي   | النهائي   | النهائي   | النهائي   | النهائي   | النهائي   | النهائي | النهائي |
| الرياضي                 | المنافسة | Apparatus | Apparatus | Apparatus | Apparatus | Apparatus | Apparatus | المجموع | الترتيب |
| الرياضي                 | المنافسة | F         | PH        | R         | V         | PB        | HB        | المجموع | الترتيب |
| ----------------------- | -------- | --------- | --------- | --------- | --------- | --------- | --------- | ------- | ------- |
| Bilal Bellaoui          | Team     | 12.850    | —         | 12.500    | 13.150    | 11.900    | 11.650    | —       | —       |
| محمد عبد الجليل بورقيق ‏ | Team     | 11.200    | 10.200    | 12.550    | 13.700    | 12.700    | 12.050    | —       | —       |
| H'mida Djaber           | Team     | 11.400    | 11.600    | 12.200    | 12.950    | 12.350    | 9.550     | —       | —       |
| هلال متيجي ‏             | Team     | 12.050    | 12.950    | 12.500    | 13.850    | 13.400    | 12.750    | —       | —       |
| Mohamed Yousfi          | Team     | —         | 12.400    | —         | —         | —         | —         | —       | —       |
| المجموع                 | Team     | 36.300    | 36.950    | 37.550    | 40.700    | 38.450    | 36.450    | 226.400 | 9       |

فردي
| الرياضي                 | المنافسة   | التصفيات  | التصفيات  | التصفيات  | التصفيات  | التصفيات  | التصفيات  | التصفيات | التصفيات | النهائي   | النهائي   | النهائي   | النهائي   | النهائي   | النهائي   | النهائي  | النهائي  |
| الرياضي                 | المنافسة   | Apparatus | Apparatus | Apparatus | Apparatus | Apparatus | Apparatus | المجموع  | الترتيب  | Apparatus | Apparatus | Apparatus | Apparatus | Apparatus | Apparatus | المجموع  | الترتيب  |
| الرياضي                 | المنافسة   | F         | PH        | R         | V         | PB        | HB        | المجموع  | الترتيب  | F         | PH        | R         | V         | PB        | HB        | المجموع  | الترتيب  |
| ----------------------- | ---------- | --------- | --------- | --------- | --------- | --------- | --------- | -------- | -------- | --------- | --------- | --------- | --------- | --------- | --------- | -------- | -------- |
| هلال متيجي ‏             | All-around | 12.050    | 12.950    | 12.500    | 13.850    | 13.400    | 12.750    | 77.500   | 14       | لم يتأهل  | لم يتأهل  | لم يتأهل  | لم يتأهل  | لم يتأهل  | لم يتأهل  | لم يتأهل | لم يتأهل |
| محمد عبد الجليل بورقيق ‏ | All-around | 11.200    | 10.200    | 12.550    | 13.700    | 12.700    | 12.050    | 72.400   | 24       | لم يتأهل  | لم يتأهل  | لم يتأهل  | لم يتأهل  | لم يتأهل  | لم يتأهل  | لم يتأهل | لم يتأهل |
| H'mida Djaber           | All-around | 11.400    | 11.600    | 12.200    | 12.950    | 12.350    | 9.550     | 70.050   | 28       | لم يتأهل  | لم يتأهل  | لم يتأهل  | لم يتأهل  | لم يتأهل  | لم يتأهل  | لم يتأهل | لم يتأهل |

سيدات

فرق
| الرياضي          | المنافسة | النهائي   | النهائي   | النهائي   | النهائي   | النهائي | النهائي |
| الرياضي          | المنافسة | Apparatus | Apparatus | Apparatus | Apparatus | المجموع | الترتيب |
| الرياضي          | المنافسة | V         | UB        | BB        | F         | المجموع | الترتيب |
| ---------------- | -------- | --------- | --------- | --------- | --------- | ------- | ------- |
| Fatima Boukhatem | Team     | 12.300    | 10.600    | 8.450     | 10.350    | —       | —       |
| Sofia Nair       | Team     | —         | 9.300     | 9.300     | 9.200     | —       | —       |
| Lahna Salem      | Team     | 12.500    | 11.250    | 9.250     | 10.300    | —       | —       |
| Sihem Hamidi     | Team     | 12.000    | 10.050    | 9.750     | 8.800     | —       | —       |
| المجموع          | Team     | 36.800    | 31.900    | 28.300    | 29.850    | 126.850 | 8       |

فردي
| الرياضي          | المنافسة   | التصفيات  | التصفيات  | التصفيات  | التصفيات  | التصفيات | التصفيات | النهائي   | النهائي   | النهائي   | النهائي   | النهائي  | النهائي  |
| الرياضي          | المنافسة   | Apparatus | Apparatus | Apparatus | Apparatus | المجموع  | الترتيب  | Apparatus | Apparatus | Apparatus | Apparatus | المجموع  | الترتيب  |
| الرياضي          | المنافسة   | V         | UB        | BB        | F         | المجموع  | الترتيب  | V         | UB        | BB        | F         | المجموع  | الترتيب  |
| ---------------- | ---------- | --------- | --------- | --------- | --------- | -------- | -------- | --------- | --------- | --------- | --------- | -------- | -------- |
| Fatima Boukhatem | All-around | 12.300    | 10.600    | 8.450     | 10.350    | 41.700   | 20 Q     | 0.000     | 10.500    | 8.533     | 10.133    | 29.166   | 16       |
| Lahna Salem      | All-around | 12.500    | 11.250    | 9.250     | 10.300    | 43.300   | 18 Q WD  | لم يتأهل  | لم يتأهل  | لم يتأهل  | لم يتأهل  | لم يتأهل | لم يتأهل |

## الجودو
تتنافس الجزائر في الجودو.
رجال
| الرياضي                 | المنافسة            | دور الـ16                   | الربع النهائي                       | النصف النهائي             | Repechage 1                | Repechage 2                    | النهائي / BM                        | النهائي / BM |
| الرياضي                 | المنافسة            | الخصم النتيجة               | الخصم النتيجة                       | الخصم النتيجة             | الخصم النتيجة              | الخصم النتيجة                  | الخصم النتيجة                       | الترتيب      |
| ----------------------- | ------------------- | --------------------------- | ----------------------------------- | ------------------------- | -------------------------- | ------------------------------ | ----------------------------------- | ------------ |
| Bilal Yagoubi           | 60كغ [الإنجليزية]   | Korotzidis (قبرص) · ف 10–00 | Garrigós (إسبانيا) · خ 00–10        | —                         | —                          | Akkuş (تركيا) · ف 10–00        | Samy (مصر) · خ 00–10                | 5            |
| Rachid Cherrad          | 66كغ [الإنجليزية]   | Piras (إيطاليا) · خ 00–10   | لم يتأهل                            | لم يتأهل                  | لم يتأهل                   | Gaitero (إسبانيا) · خ 01–10    | لم يتأهل                            | لم يتأهل     |
| مسعود دريس              | 73كغ [الإنجليزية]   | Çullhaj (ألبانيا) · ف 11–00 | Bayan (سوريا) · ف 10–00             | Gjakova (كوسوفو) · ف      | —                          | —                              | Doukkali (المغرب) · ف 10–01         | الأول        |
| Aghiles Imad Benazoug   | 81كغ [الإنجليزية]   | Kullashi (كوسوفو) · ف 10–00 | Urquiza (إسبانيا) · خ 00–10         | لم يتأهل                  | لم يتأهل                   | Rodrigues (البرتغال) · خ 00–01 | لم يتأهل                            | لم يتأهل     |
| عبد الرحمان بن حمادي    | 90كغ [الإنجليزية]   | Bye                         | Miletić (البوسنة والهرسك) · خ 00–10 | لم يتأهل                  | Ben Ammar (تونس) · ف 10–00 | Pirelli (إيطاليا) · خ 00–10    | لم يتأهل                            | لم يتأهل     |
| Mustapha Yasser Bouamar | 100كغ [الإنجليزية]  | Bye                         | Kumrić (كرواتيا) · ف 11–00          | Kukolj (صربيا) · ف 11–00  | —                          | —                              | Sherazadishvili (إسبانيا) · خ 01–11 | الثاني       |
| محمد سفيان بلرقاع       | +100كغ [الإنجليزية] | Bye                         | Chelaru (إسبانيا) · ف 10–00         | Andreev (فرنسا) · ف 10–00 | —                          | —                              | Dragič (سلوفينيا) · خ 00–01         | الثاني       |

سيدات
| الرياضي       | المنافسة           | دور الـ16                             | الربع النهائي                    | النصف النهائي                | Repechage                  | النهائي / BM                          | النهائي / BM |
| الرياضي       | المنافسة           | الخصم النتيجة                         | الخصم النتيجة                    | الخصم النتيجة                | الخصم النتيجة              | الخصم النتيجة                         | الترتيب      |
| ------------- | ------------------ | ------------------------------------- | -------------------------------- | ---------------------------- | -------------------------- | ------------------------------------- | ------------ |
| Imene Rezzoug | 48كغ [الإنجليزية]  | Petitto (إيطاليا) · خ 00–10           | لم يتأهل                         | لم يتأهل                     | Bedioui (تونس) · خ 00–11   | لم يتأهل                              | لم يتأهل     |
| فايزة عيساحين | 52كغ [الإنجليزية]  | Štangar (سلوفينيا) · ف 01–00          | Puljiz (كرواتيا) · خ 00–10       | لم يتأهل                     | Petrović (صربيا) · ف 10–00 | Box (إسبانيا) · خ 00–10               | 5            |
| يمينة حلاطة   | 57كغ [الإنجليزية]  | Bye                                   | María Ruiz (إسبانيا) · ف 10–00   | Caggiano (إيطاليا) · خ 00–01 | —                          | Samardžić (البوسنة والهرسك) · خ 00–01 | 5            |
| أمينة بلقاضي  | 63كغ [الإنجليزية]  | Bye                                   | Turpin (فرنسا) · ف 01–00         | Fazliu (كوسوفو) · خ 00–01    | —                          | D'Isanto (إيطاليا) ·                  | الثالث       |
| سعاد بلكحل    | 70كغ [الإنجليزية]  | Samardžić (البوسنة والهرسك) · خ 00–10 | لم يتأهل                         | لم يتأهل                     | لم يتأهل                   | لم يتأهل                              | لم يتأهل     |
| كوثر وعلال    | 78كغ [الإنجليزية]  | Bye                                   | Peković (الجبل الأسود) · ف 10–01 | Buttigieg (فرنسا) · خ 00–10  | لم يتأهل                   | Yılmaz (تركيا) · خ 00–01              | 5            |
| صونيا عسلة    | +78كغ [الإنجليزية] | Bye                                   | Maranić (كرواتيا) · خ 00–10      | لم يتأهل                     | Žabić (صربيا) · خ 00–10    | لم يتأهل                              | لم يتأهل     |

## السباحة
رجال
| الرياضي                                                                         | المنافسة                 | تحمية    | تحمية   | النهائي  | النهائي  |
| الرياضي                                                                         | المنافسة                 | الوقت    | الترتيب | الوقت    | الترتيب  |
| ------------------------------------------------------------------------------- | ------------------------ | -------- | ------- | -------- | -------- |
| أسامة سحنون                                                                     | 50 m freestyle ‏          | 22.13    | 2 Q     | 22.22    | الثالث   |
| Mehdi Nazim Benbara                                                             | 50 m freestyle ‏          | 23.46    | 16      | لم يتأهل | لم يتأهل |
| Fares Benzidoun                                                                 | 100 m freestyle ‏         | 52.48    | 17      | لم يتأهل | لم يتأهل |
| Mehdi Nazim Benbara                                                             | 100 m freestyle ‏         | 52.78    | 18      | لم يتأهل | لم يتأهل |
| Sofiane Achour Talet                                                            | 200 m freestyle ‏         | 1:53.94  | 12      | لم يتأهل | لم يتأهل |
| Mohamed Anisse Djaballah                                                        | 200 m freestyle ‏         | 1:53.69  | 11      | لم يتأهل | لم يتأهل |
| Mohamed Anisse Djaballah                                                        | 400 m freestyle ‏         | 4:03.41  | 11      | لم يتأهل | لم يتأهل |
| Lounis Khendriche                                                               | 400 m freestyle ‏         | 4:10.15  | 14      | لم يتأهل | لم يتأهل |
| Mohamed Anisse Djaballah                                                        | 1500 m freestyle ‏        | 16:11.93 | 10      | لم يتأهل | لم يتأهل |
| Youcef Bouzouia                                                                 | 50 m breaststroke ‏       | 30.48    | 17      | لم يتأهل | لم يتأهل |
| Moncef Aymen Balamane                                                           | 50 m breaststroke ‏       | 28.90    | 12      | لم يتأهل | لم يتأهل |
| Moncef Aymen Balamane                                                           | 100 m breaststroke ‏      | 1:02.82  | 9       | لم يتأهل | لم يتأهل |
| رمزي شوشار                                                                      | 100 m breaststroke ‏      | 1:05.91  | 17      | لم يتأهل | لم يتأهل |
| رمزي شوشار                                                                      | 200 m breaststroke ‏      | 2:17.61  | 10      | لم يتأهل | لم يتأهل |
| Moncef Aymen Balamane                                                           | 200 m breaststroke ‏      | 2:20.03  | 11      | لم يتأهل | لم يتأهل |
| Mehdi Nazim Benbara                                                             | 50 m backstroke ‏         | 26.77    | 15      | لم يتأهل | لم يتأهل |
| عبد الله عرجون                                                                  | 50 m backstroke ‏         | 25.98    | 11      | لم يتأهل | لم يتأهل |
| عبد الله عرجون                                                                  | 100 m backstroke ‏        | 55.50    | 7 Q     | 55.82    | 8        |
| عبد الله عرجون                                                                  | 200 m backstroke ‏        | 2:04.18  | 13      | لم يتأهل | لم يتأهل |
| جواد سعيود                                                                      | 50 m butterfly ‏          | 24.27    | 8 Q     | 24.15    | 8        |
| Youcef Bouzouia                                                                 | 50 m butterfly ‏          | 25.11    | 16      | لم يتأهل | لم يتأهل |
| Fares Benzidoun                                                                 | 100 m butterfly ‏         | 57.90    | 17      | لم يتأهل | لم يتأهل |
| جواد سعيود                                                                      | 100 m butterfly ‏         | 52.52    | 1 Q     | 52.38    | الثاني   |
| Lounis Khendriche                                                               | 200 m butterfly ‏         | 2:05.88  | 9       | لم يتأهل | لم يتأهل |
| جواد سعيود                                                                      | 200 m butterfly ‏         | 2:00.73  | 5 Q     | 1:58.37  | الثالث   |
| رمزي شوشار                                                                      | 200 m individual medley ‏ | 2:07.10  | 13      | لم يتأهل | لم يتأهل |
| جواد سعيود                                                                      | 200 m individual medley ‏ | 2:00.41  | 1 Q     | 1:58.83  | الأول    |
| رمزي شوشار                                                                      | 400 m individual medley ‏ | 4:27.52  | 6 Q     | 4:27.93  | 7        |
| جواد سعيود                                                                      | 400 m individual medley ‏ | DNS      | DNS     | لم يتأهل | لم يتأهل |
| Malachy Belkhelladi Fares Benzidoun Mehdi Nazim Benbara Youcef Bouzouia         | 4×100 m freestyle relay ‏ | —        | —       | DSQ      | DSQ      |
| Mohamed Anisse Djaballah Sofiane Achour Talet Lounis Khendriche Fares Benzidoun | 4×200 m freestyle relay ‏ | —        | —       | 7:40.10  | 4        |
| عبد الله عرجون Moncef Aymen Balamane Fares Benzidoun Mehdi Nazim Benbara        | 4×100 m medley relay ‏    | 3:48.37  | 8 Q     | 3:46.25  | 8        |

سيدات
| الرياضي                                                           | المنافسة                 | تحمية      | تحمية   | النهائي  | النهائي  |
| الرياضي                                                           | المنافسة                 | الوقت      | الترتيب | الوقت    | الترتيب  |
| ----------------------------------------------------------------- | ------------------------ | ---------- | ------- | -------- | -------- |
| آمال مليح                                                         | 50 m freestyle ‏          | 25.85      | 9       | لم يتأهل | لم يتأهل |
| Nesrine Medjahed                                                  | 50 m freestyle ‏          | 26.15      | 14      | لم يتأهل | لم يتأهل |
| آمال مليح                                                         | 100 m freestyle ‏         | DNS        | DNS     | لم يتأهل | لم يتأهل |
| Nesrine Medjahed                                                  | 100 m freestyle ‏         | 58.00      | 15      | لم يتأهل | لم يتأهل |
| Lilia Sihem Midouni                                               | 400 m freestyle ‏         | 4:43.40    | 13      | لم يتأهل | لم يتأهل |
| حميدة رانية نفسي                                                  | 200 m breaststroke ‏      | 2:39.52    | 10      | لم يتأهل | لم يتأهل |
| Imène Kawthar Zitouni                                             | 50 m backstroke ‏         | 31.03      | 15      | لم يتأهل | لم يتأهل |
| آمال مليح                                                         | 50 m backstroke ‏         | 29.67      | 11      | لم يتأهل | لم يتأهل |
| Imène Kawthar Zitouni                                             | 100 m backstroke ‏        | 1:07.74    | 12      | لم يتأهل | لم يتأهل |
| Imène Kawthar Zitouni                                             | 200 m backstroke ‏        | 2:21.88 NR | 10      | لم يتأهل | لم يتأهل |
| Jihane Benchadli                                                  | 200 m backstroke ‏        | 2:24.17    | 11      | لم يتأهل | لم يتأهل |
| آمال مليح                                                         | 50 m butterfly ‏          | 27.59      | 13      | لم يتأهل | لم يتأهل |
| Nesrine Medjahed                                                  | 50 m butterfly ‏          | 28.44      | 16      | لم يتأهل | لم يتأهل |
| Lilia Sihem Midouni                                               | 100 m butterfly ‏         | 1:05.53    | 13      | لم يتأهل | لم يتأهل |
| Lilia Sihem Midouni                                               | 200 m butterfly ‏         | 2:26.44    | 13      | لم يتأهل | لم يتأهل |
| Jihane Benchadli                                                  | 200 m butterfly ‏         | 2:29.71    | 14      | لم يتأهل | لم يتأهل |
| حميدة رانية نفسي                                                  | 200 m individual medley ‏ | 2:22.71    | 8 Q     | 2:22.77  | 8        |
| Jihane Benchadli                                                  | 200 m individual medley ‏ | 2:24.24    | 9       | لم يتأهل | لم يتأهل |
| حميدة رانية نفسي                                                  | 400 m individual medley ‏ | 5:01.05    | 10      | لم يتأهل | لم يتأهل |
| Imène Kawthar Zitouni                                             | 400 m individual medley ‏ | 5:04.81    | 11      | لم يتأهل | لم يتأهل |
| آمال مليح Nesrine Medjahed Jihane Benchadli Lilia Sihem Midouni   | 4×100 m freestyle relay ‏ | —          | —       | 3:53.20  | 8        |
| Imène Kawthar Zitouni حميدة رانية نفسي Nesrine Medjahed آمال مليح | 4×100 m medley relay ‏    | —          | —       | 4:20.78  | 7        |

## التايكواندو
رجال
| الرياضي              | المنافسة | دور الـ32                     | دور الـ16                          | الربع النهائي                       | النصف النهائي | النهائي       | النهائي  |
| الرياضي              | المنافسة | الخصم النتيجة                 | الخصم النتيجة                      | الخصم النتيجة                       | الخصم النتيجة | الخصم النتيجة | الترتيب  |
| -------------------- | -------- | ----------------------------- | ---------------------------------- | ----------------------------------- | ------------- | ------------- | -------- |
| Saidi Attoui         | 58كغ     | —                             | Avramoski (مقدونيا) · ف 34PTG–14   | أدريان فيسنتي (إسبانيا) · خ 8–28PTG | لم يتأهل      | لم يتأهل      | لم يتأهل |
| Hani Tebib           | 68كغ     | Alaphilippe (فرنسا) · خ 22–27 | لم يتأهل                           | لم يتأهل                            | لم يتأهل      | لم يتأهل      | لم يتأهل |
| Islam Guetfaya       | 80كغ     | —                             | فراس القطوسي (تونس) · خ 5–26PTG    | لم يتأهل                            | لم يتأهل      | لم يتأهل      | لم يتأهل |
| Abdelmalik Bendaikha | +80كغ    | —                             | Šegedin (البوسنة والهرسك) · خ 6–18 | لم يتأهل                            | لم يتأهل      | لم يتأهل      | لم يتأهل |

سيدات
| الرياضي        | المنافسة | دور الـ16                   | الربع النهائي        | النصف النهائي | النهائي       | النهائي  |
| الرياضي        | المنافسة | الخصم النتيجة               | الخصم النتيجة        | الخصم النتيجة | الخصم النتيجة | الترتيب  |
| -------------- | -------- | --------------------------- | -------------------- | ------------- | ------------- | -------- |
| Nada Baatouche | 49كغ     | Stanković (صربيا) · خ 15–32 | لم يتأهل             | لم يتأهل      | لم يتأهل      | لم يتأهل |
| Samia Zeggane  | 57كغ     | Teggeri (قبرص) · خ 6–26PTG  | لم يتأهل             | لم يتأهل      | لم يتأهل      | لم يتأهل |
| Racha Atamani  | 67كغ     | Evci (تركيا) · خ 6–17       | لم يتأهل             | لم يتأهل      | لم يتأهل      | لم يتأهل |
| Assia Kadi     | +67كغ    | Bye                         | Kuş (تركيا) · خ 0–20 | لم يتأهل      | لم يتأهل      | لم يتأهل |

## كرة المضرب
رجال
| الرياضي                          | المنافسة | دور الـ32                                      | دور الـ16     | الربع النهائي | النصف النهائي | النهائي / BM  | النهائي / BM |
| الرياضي                          | المنافسة | الخصم النتيجة                                  | الخصم النتيجة | الخصم النتيجة | الخصم النتيجة | الخصم النتيجة | الترتيب      |
| -------------------------------- | -------- | ---------------------------------------------- | ------------- | ------------- | ------------- | ------------- | ------------ |
| Toufk Sahtali                    | Singles  | كريم محمد مأمون (مصر) · خ 3–6, 6–7             | لم يتأهل      | لم يتأهل      | لم يتأهل      | لم يتأهل      | لم يتأهل     |
| Youcef Rihane                    | Singles  | Kirci (تركيا) · خ 3–6, 2–6                     | لم يتأهل      | لم يتأهل      | لم يتأهل      | لم يتأهل      | لم يتأهل     |
| Samir Hamza Reguig Youcef Rihane | Doubles  | Dominko · Premzl (سلوفينيا) · خ 6–3, 4–6, 8–10 | لم يتأهل      | لم يتأهل      | لم يتأهل      | لم يتأهل      | لم يتأهل     |

سيدات
| الرياضي                | المنافسة | دور الـ32                          | دور الـ16                                     | الربع النهائي                                      | النصف النهائي | النهائي / BM  | النهائي / BM |
| الرياضي                | المنافسة | الخصم النتيجة                      | الخصم النتيجة                                 | الخصم النتيجة                                      | الخصم النتيجة | الخصم النتيجة | الترتيب      |
| ---------------------- | -------- | ---------------------------------- | --------------------------------------------- | -------------------------------------------------- | ------------- | ------------- | ------------ |
| أميرة بن عيسى          | Singles  | Fonte (البرتغال) · ف 5–7, 7–6, 6–4 | Maristany (إسبانيا) · خ –, –                  | لم يتأهل                                           | لم يتأهل      | لم يتأهل      | لم يتأهل     |
| إيناس إيبو             | Singles  |                                    | Kabbaj (المغرب) · خ 2–6, 4–6                  | لم يتأهل                                           | لم يتأهل      | لم يتأهل      | لم يتأهل     |
| Ines Bekrar إيناس إيبو | Doubles  | —                                  | Alves Campino · Fonte (البرتغال) · ف 6–3, 6–2 | Bouzas Maneiro ‏ · Maristany (إسبانيا) · خ 5–7, 3–6 | لم يتأهل      | لم يتأهل      | لم يتأهل     |

## رفع الأثقال
رجال
| الرياضي               | المنافسة | الخطف   | الخطف   | النتر   | النتر   |
| الرياضي               | المنافسة | النتيجة | الترتيب | النتيجة | الترتيب |
| --------------------- | -------- | ------- | ------- | ------- | ------- |
| Abdelkader Ainouazane | 61كغ     | —       | —       | 135     | 5       |
| Samir Farjallah       | 73كغ     | 141     | 6       | 171     | 4       |
| Faris Touairi         | 89كغ     | 161     | الثالث  | —       | —       |
| Aymen Touairi         | 102كغ    | 192     | 4       | 206     | 5       |
| وليد بداني            | +102كغ   | 202     | الأول   | 235     | الثاني  |

سيدات
| الرياضي                | المنافسة | الخطف   | الخطف   | النتر   | النتر   |
| الرياضي                | المنافسة | النتيجة | الترتيب | النتيجة | الترتيب |
| ---------------------- | -------- | ------- | ------- | ------- | ------- |
| Nadia Katbi            | 49كغ     | 57      | 5       | 65      | 5       |
| Fatima Zohra Laghouati | 59كغ     | 76      | 9       | 100     | 7       |
| مغنية حمادي            | 71كغ     | 100     | الثاني  | 121     | الثالث  |

## المصارعة
مصارعة حرة رجال
| الرياضي               | المنافسة | دور الـ16                | الربع النهائي              | النصف النهائي               | Repechage     | النهائي / BM             | النهائي / BM |
| الرياضي               | المنافسة | الخصم النتيجة            | الخصم النتيجة              | الخصم النتيجة               | الخصم النتيجة | الخصم النتيجة            | الترتيب      |
| --------------------- | -------- | ------------------------ | -------------------------- | --------------------------- | ------------- | ------------------------ | ------------ |
| عبد الحق خرباش        | 65كغ     | Crespo (إسبانيا) · ف 2–2 | Dirki (سوريا) · ف 6–5      | Hafez (مصر) · خ 9–5         | —             | Egorov (مقدونيا) · خ 2–7 | 5            |
| Abdelkader Ikkal      | 74كغ     | —                        | Vejseli (مقدونيا) · ف 3–2  | Samet Ak (تركيا) · خ 2–7    | —             | Dudaev (ألبانيا) · خ 0–8 | 5            |
| فاتح بن فرج الله      | 86كغ     | Bye                      | Caneva (إيطاليا) · خ 5–1   | Amine (سان مارينو) · خ 0–10 | Bye           | Aibuev (فرنسا) · خ 0–10  | 5            |
| Muhammed Bilal Khalil | 125كغ    | Bye                      | Nurasulov (صربيا) · خ 0–10 | —                           | —             | Salim (تركيا) · خ 0–10   | 5            |

| الرياضي           | المنافسة | الدور التمهيدي           | الدور التمهيدي                | الدور التمهيدي             | الدور التمهيدي | النصف النهائي | النهائي / BM  | النهائي / BM |
| الرياضي           | المنافسة | الخصم النتيجة            | الخصم النتيجة                 | الخصم النتيجة              | الترتيب        | الخصم النتيجة | الخصم النتيجة | الترتيب      |
| ----------------- | -------- | ------------------------ | ----------------------------- | -------------------------- | -------------- | ------------- | ------------- | ------------ |
| Salaheddine Kateb | 57كغ     | Karavuş (تركيا) · خ 0–6  | Vartanov (إسبانيا) · خ 3–3 VP | —                          | 3              | لم يتأهل      | لم يتأهل      | لم يتأهل     |
| محمد فرج          | 97كغ     | Nurov (مقدونيا) · خ 0–10 | Saadaoui (تونس) · خ 3–5       | Pancorbo (إسبانيا) · خ 0–4 | 4              | لم يتأهل      | لم يتأهل      | لم يتأهل     |

حرة سيدات
| الرياضي          | المنافسة | الدور التمهيدي              | الدور التمهيدي                | الدور التمهيدي         | الدور التمهيدي | النصف النهائي           | النهائي / BM              | النهائي / BM |
| الرياضي          | المنافسة | الخصم النتيجة               | الخصم النتيجة                 | الخصم النتيجة          | الترتيب        | الخصم النتيجة           | الخصم النتيجة             | الترتيب      |
| ---------------- | -------- | --------------------------- | ----------------------------- | ---------------------- | -------------- | ----------------------- | ------------------------- | ------------ |
| Ibtissem Doudou  | 50كغ     | Demirhan (تركيا) · خ 0–6    | Liuzzi (إيطاليا) · خ 3–3      | Goñi (إسبانيا) · خ 2–8 | 4              | لم يتأهل                | لم يتأهل                  | لم يتأهل     |
| Rayane Houfaf    | 57كغ     | Gün (تركيا) · خ 0–3         | Salah (فرنسا) · خ 0–7         | Hussein (مصر) · ف 2–0  | 3              | لم يتأهل                | لم يتأهل                  | لم يتأهل     |
| Mastoura Soudani | 62كغ     | مروى العمري (تونس) · خ 0–10 | Esposito (إيطاليا) · ف 2–0    | —                      | 2              | Douarre (فرنسا) · خ 3–9 | Pérez (إسبانيا) · خ 11–13 | 5            |
| Thelleli Merzouk | 68كغ     | Tosun (تركيا) · خ 0–10      | Lecarpentier (فرنسا) · خ 0–12 | —                      | 3              | لم يتأهل                | لم يتأهل                  | لم يتأهل     |

| الرياضي         | المنافسة | الربع النهائي            | النصف النهائي | النهائي / BM  | النهائي / BM |
| الرياضي         | المنافسة | الخصم النتيجة            | الخصم النتيجة | الخصم النتيجة | الترتيب      |
| --------------- | -------- | ------------------------ | ------------- | ------------- | ------------ |
| Lamia Chemlal   | 53كغ     | Shaimaa (مصر) · خ 6–8    | لم يتأهل      | لم يتأهل      | لم يتأهل     |
| Hadil Boughezal | 76كغ     | Celda (إسبانيا) · خ 1–11 | لم يتأهل      | لم يتأهل      | لم يتأهل     |

إغريقية رومانية رجال
| الرياضي              | المنافسة          | دور الـ16                 | الربع النهائي               | النصف النهائي                   | Repechage     | النهائي / BM               | النهائي / BM |
| الرياضي              | المنافسة          | الخصم النتيجة             | الخصم النتيجة               | الخصم النتيجة                   | الخصم النتيجة | الخصم النتيجة              | الترتيب      |
| -------------------- | ----------------- | ------------------------- | --------------------------- | ------------------------------- | ------------- | -------------------------- | ------------ |
| Abdeldjebar Djebbari | 60كغ              | Bye                       | Lizatović (كرواتيا) · خ WO  | لم يتأهل                        | لم يتأهل      | لم يتأهل                   | لم يتأهل     |
| Ishak Ghaiou         | 67كغ              | —                         | Oliveira (البرتغال) · ف 8–0 | Abdelrahman (مصر) · ف 3–1       | —             | Fırat (تركيا) · خ 6–7      | الثاني       |
| عبد الكريم واكلي     | 77كغ              | Mejias (إسبانيا) · ف 10–2 | Russo (إيطاليا) · ف 8F–0    | Kamenjašević (كرواتيا) · ف 12–3 | Bye           | Nemeš (صربيا) · خ 0–9      | الثاني       |
| بشير سيدازارة        | 87كغ [الإنجليزية] | —                         | Bur (فرنسا) · ف 3–0         | Cengiz (تركيا) · ف 4–0          | —             | Minguzzi (إيطاليا) · ف 5–0 | الأول        |
|                      |                   | Group #1                  | Group #2                    |                                 |               |                            |              |
| Hichem Kouchit       | 130كغ             | Guennichi (تونس) · خ 1-5  | Varicelli (إيطاليا) · ف 9-0 | Yıldırım (تركيا) · خ 0-8        | Bye           | Guennichi (تونس) · خ 0-8   | 4            |